# Stadion krále Baudouina
Stadion krále Baudouina (francouzsky Stade Roi Baudouin, nizozemsky Koning Boudewijnstadion, jinými názvy také Stade du Heysel nebo Heizelstadion) je víceúčelový sportovní stadion v severozápadní části Bruselu.

## Historie
Byl otevřen za přítomnosti prince Leopolda 23. dubna 1930 pod názvem Jubilejní stadion. Měl být ozdobou Heysel parku, při příležitosti bruselské mezinárodní výstavy v roce 1935. V roce 1946 byl přejmenován na Heysel Stadium. Po neštěstí v roce 1985 byl přestavěn a v roce 1995 znovu otevřen pod názvem Stadion krále Baudouina. v roce 2006 rozhodla Belgická fotbalová asociace, že se zde už nebudou hrát finále belgického poháru a domácí zápasy belgické reprezentace (příští zápasy se měly odehrát na Constant Vanden Stock Stadium), protože vstup u hlavní tribuny je příliš úzký a proto nebyl stadion shledán bezpečným. Město Brusel však vydalo opačné rozhodnutí, což potvrdil i soud. Na základě toho se radnice dohodla s fotbalovým svazem na další spolupráci.

## Fotbalová tragédie 29. května 1985
29. května 1985 se zde při finále PMEZ mezi celky Liverpool FC a Juventus FC stala jedna z největších tragédií v historii sportu. Kvůli nevyhovujícímu stavu stadionu a chybě organizátorů, kteří umístili sektory pro fandy obou týmů vedle sebe, zahynulo tehdy 39 fanoušků převážně z italského tábora. Liverpoolští fanoušci před zápasem prolomili plot a zaútočili na fanoušky Juventusu. Ti se snažili uniknout, v cestě jim ale stála zídka, která se prolomila. I přes tuto tragédii se utkání nakonec odehrálo a Juventus vyhrál gólem Michela Platiniho z penalty 1:0. Anglické kluby dostaly zákaz působení v evropských pohárech po dobu 5 let, Liverpool po dobu 10 let. Tento trest mu byl ale nakonec snížen na 6 let.

## Významné události na stadionu

### Fotbal
- Finále Ligy mistrů: 1958, 1966, 1974, 1985
- Finále Poháru vítězů pohárů: 1964, 1976, 1980, 1996.
- Zahajovací zápas, čtvrtfinále a semifinále Mistrovství Evropy ve fotbale 2000

### Atletika
- Mistrovství Evropy v atletice 1950